# Guillermo Estévez Morales
Guillermo Estévez Morales (Cuba, el 16 de octubre de 1947) es un Maestro Internacional de ajedrez cubano.

## Palmarés
Fue una vez Campeonato de Cuba de ajedrez, en 1975 en Santa Clara. Participó representando a Cuba en dos Olimpíadas de ajedrez en 1972 y 1974.